# ニブシュガー

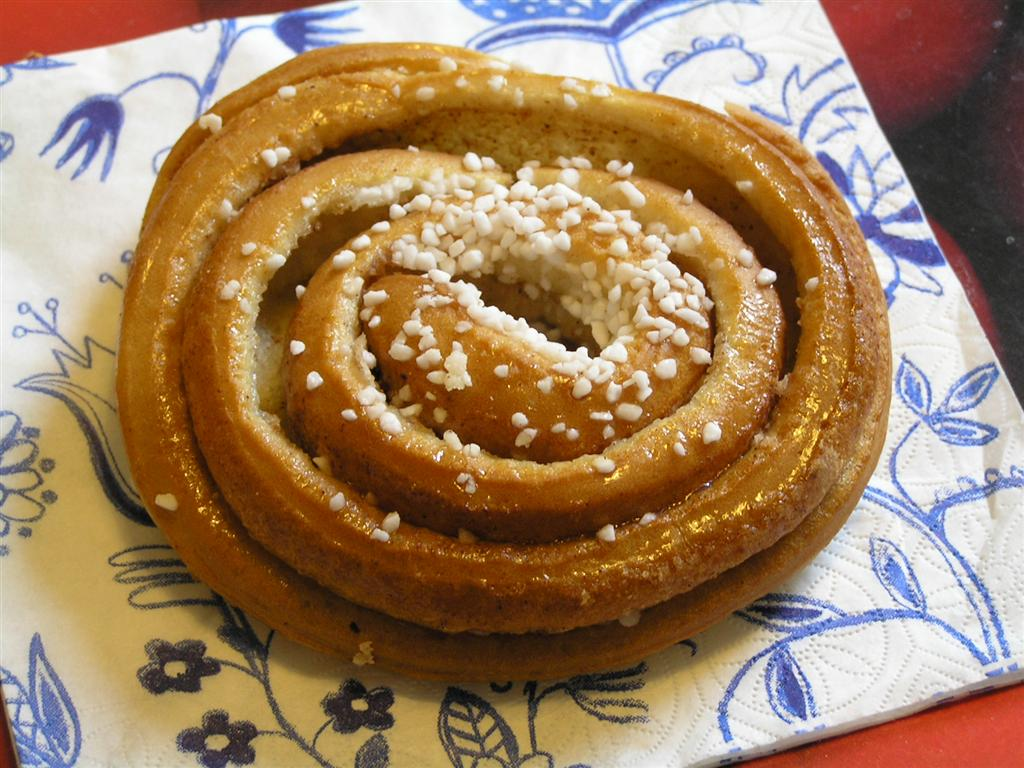
スウェーデンのシナモンロールの砕いたニブシュガーがけ。（写真で白い点に見えるのがニブシュガー。）

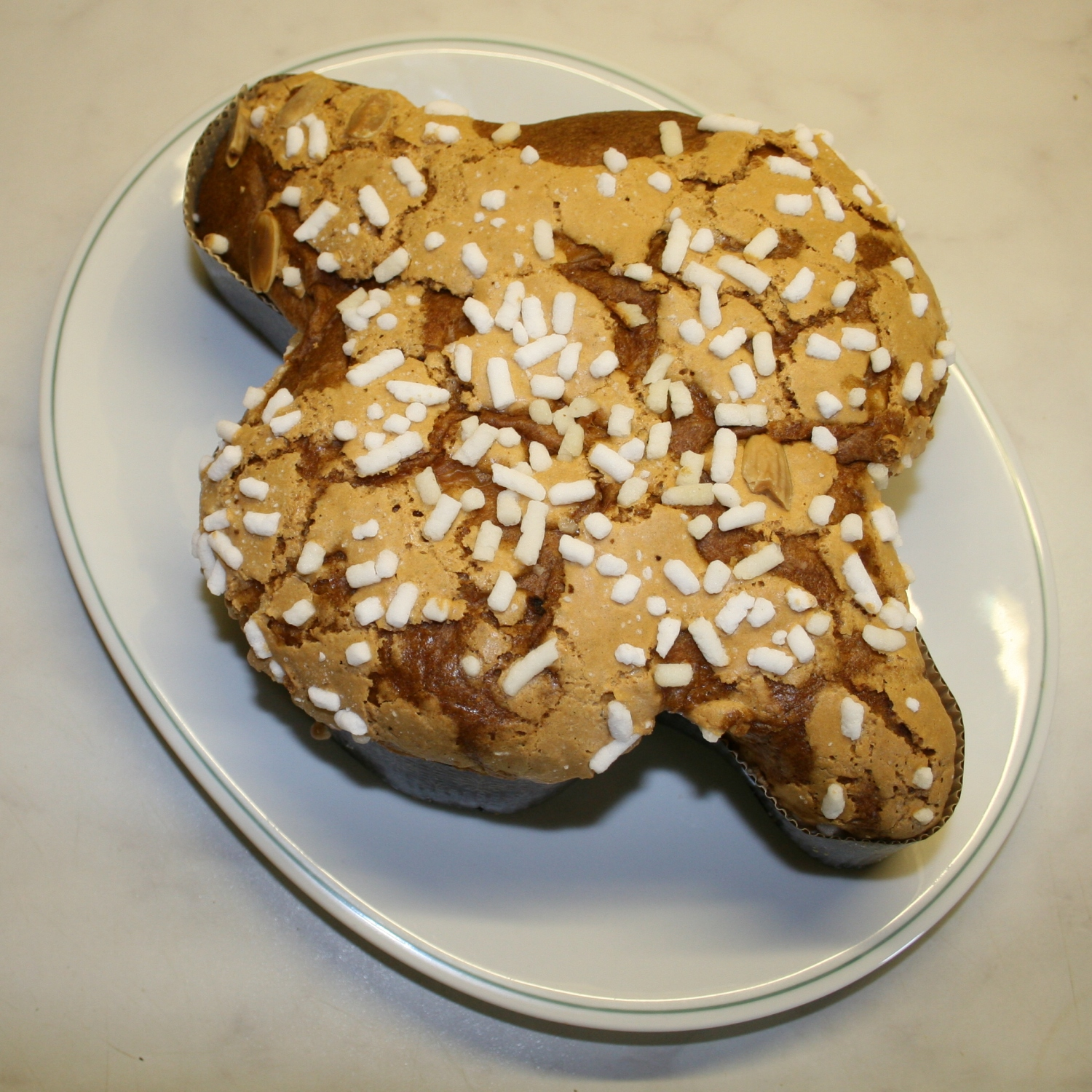
イタリアの菓子パンとニブシュガー。（写真で白い点に見えるのがニブシュガー。）

ニブシュガー（またはパールシュガーやヘイルシュガー）は、精製された白砂糖である。粗くて固く、不透明な砂糖であり、焼き料理の温度でも溶けることはない。これは白砂糖を砕いて作られ、決められた大きさになるようにふるいにかけられる。また、押し出し工程（英語：Food extrusion process）によって作られることもある。

## 各地での扱い
- スウェーデンではpärlsocker（パールシュガー）として知られ、フィンランドを除くスカンジナビアの国々ではperlesukkerとしても知られる。フィンランドではraesokeri （ラエソケリ、あられの砂糖という意味）、あるいはまれにhelmisokeri （ヘルミソケリ、真珠の砂糖という意味）と呼ばれる。
- スカンジナビアでは、ペイストリーや菓子、クッキー、さらにはスウェーデンのブッレ（bulle）やフィンランド料理のプッラ[1]、マフィン[2]、菓子パン、シナモンロールやチョコレートボールのトッピングとして使われる。
- ドイツではHagelzuckerとして知られ、伝統的にクリスマス料理やシナモンロールに使われる。
- ベルギー料理では、ワッフルに使われ、オランダ料理ではサウカーブロート[3]に使われる。